# تایسیا پوولی
تایسیا پوولی (اوکراینی: Таїсія Миколаївна Повалій؛ ۱۰ دسامبر ۱۹۶۴ – ) خواننده، بازیگر، شاعر، نویسنده، و سیاستمدار اهل اتحاد جماهیر شوروی سوسیالیستی بود.
وی همچنین برندهٔ جوایزی همچون نشان دوستی شده‌است.